# Adam stvořitel
Adam stvořitel je divadelní hra Karla Čapka a jeho bratra Josefa Čapka o sedmi obrazech, jejíž hlavní myšlenka spočívá v přesvědčení, že současný svět je špatný a každý pokus jej násilně změnit je marný.
Námět hry vznikl kolem roku 1925, ale její premiéra se uskutečnila až 12. dubna roku 1927 v pražském Národním divadle, v režii Karla Hugo Hilara a na scéně Vlastislava Hofmana. Autoři zvažovali několik variant možného vyústění hry.

## Příběh
I. obraz
Adam zničí svět výstřelem z kanónu negace. Jako trest mu Boží hlas dá za úkol stvořit svět nový. Adam nejprve na zkoušku stvoří blechy a poté Evu, která jím opovrhuje.
II. obraz
Stvoří muže-nadčlověka Milese, ten chce hned s Adamem bojovat. Adam odmítne, Miles se urazí a odchází do hor za Evou-bohyní.
III. obraz
Stvoří pro sebe ženu Lilith, která ho později svým švitořením neustále ruší při práci. Adam touží po někom sobě rovném, vytvoří tedy Alter Ega. Ani tento tvor však není dokonalý a vše mu kritizuje. Na Alter Egovu žádost mu Adam dá ženu, která může být, čím chce, protože Alter Ego jí chce dát opravdovou svobodu. Žena tedy opravdu je, čím chce, každou chvíli někým jiným.
IV. obraz
Alter Egovi jeho žena uteče za Milesem a on chce také tvořit jako Adam. Adam se s ním rozdělí o hlínu, Alter Ego si vytvoří formu, kadlub na výrobu svých zástupů. Žena se mu zatím vrátí.
V. obraz
Adam i Alter Ego mají svou práci hotovou. Jejich lidé se však pohádají a poperou. Toho využije Miles a naučí je bojovat. Jdou tedy do zbraně. Miles se vysmívá Adamovi, že se mu práce nevydařila. Adam si to nenechá líbit, Milesovi natluče a ten zbaběle prchá. Adamovy špatné chvíle nekončí. Po příchodu Alter Ega se spolu pohádají a usmíří se až v jeskyni, kam je zahnala velká bouřka. Tam se domluví, že budou tvořit společně. Už však došla hlína a ze zbytku vytvoří jen Zmetka.
VI. obraz
Setkávají se až po letech coby starci, oba bez ženy. Chtějí se zjevit lidem. Ti však místo oslavování popírají jejich dílo. Jedni hlásají revoluci, druzí diktaturu. Všichni jsou proti všem. Adam a Alter Ego se rozhodnou svět znovu zničit. V tom jim zabrání Zmetek žijící v jeskyni se svou rodinou. Kanon negace mu slouží jako hrnec. Oběma raději nabídne pohostinství.
Epilog
V epilogu se Bůh i Adam rozhodnou nechat svět takový, jaký je.